# サッポロファインフーズ
サッポロファインフーズ株式会社は、かつて存在したサッポロホールディングス傘下の食品・スナック菓子メーカー。
2014年（平成26年）6月4日付で清算結了。

## 概説
油で揚げないポテトチップス「ポテかるっ」を主力商品としていた食品メーカー。同商品の特許を保有していた大分県の食品メーカー（2011年民事再生法申請）とライセンス契約を締結し、生産開始。徐々に販路を拡げていったが、2013年3月「ポテかるっ」は生産終了となった。
工場は群馬県太田市のサッポロビール群馬工場内に所在していた。

## 主要商品
- ポテかるっ
  - うすしお味、スパイシーレモン味、おとなのコンソメ味、ガーリックステーキ味

ノンフライ製法によるポテトチップス。「膨化」というポン菓子でも知られる調理法を応用することで、油で揚げる過程を省略し、カロリーを下げることに成功している（1袋33グラムで、138キロカロリーとしている）。なお調味のために植物油は少量使用している。
- ビール屋さんのおつまみ
  - スパイシーベーコン味、ペッパーチーズ味

各社から発売が相次いでいる一口サイズタイプの商品。「ポテかるっ」の技術を応用。
- ポテがりっこ
  - ガーリックソルト味、チリペッパー味

「ポテかるっ」の生地を厚めにした商品。歯ごたえを売りとしている。

## 参考
- サッポロファインフーズ